# Cryptocarya dorrigoensis
Cryptocarya dorrigoensis là loài thực vật có hoa trong họ Nguyệt quế. Loài này được Frodin ex B.Hyland & Floyd miêu tả khoa học đầu tiên năm 1989.